# Aplicación logística

La aplicación logística para 100 generaciones de x (trazadas de izquierda a derecha) con r moviéndose desde 0 hasta 4

La aplicación logística o ecuación logística es una relación de recurrencia que se hizo muy conocida en 1976 gracias a un artículo científico del biólogo Robert May y que fue estudiada más en profundidad por el físico Mitchell Feigenbaum. May pretendía hallar un modelo demográfico sencillo que explicase la dinámica de una población de la que se ha supuesto que tiene un crecimiento cada vez más lento a medida que se acerca a una cantidad de individuos considerada como límite.
May comprobó que al cambiar los valores del único parámetro del modelo este presentaba soluciones muy distintas y a veces muy complejas pese a que se trata de una simple aplicación polinómica de grado 2. Por ello este modelo es a menudo citado como un ejemplo de representación de lo complejo que puede ser un comportamiento caótico aunque se parta de un modelo de sencilla expresión. Por ejemplo, el matemático y divulgador John Allen Paulos ha opinado que si un sistema tan trivial como esta ecuación puede evidenciar una impredecibilidad tan caótica entonces se debería ser menos taxativo y dogmático en relación con los efectos que se han predicho que tendrán ciertas políticas ecológicas sobre un sistema tan gigante y complejo como es el planeta Tierra.
La aplicación logística puede expresarse matemáticamente como:
{\displaystyle \qquad x_{n+1}=rx_{n}(1-x_{n})}
Donde:
{\displaystyle \qquad x_{n}} es un número entre cero y uno que representa a la fracción de individuos en un territorio, respecto de un nº supuesto máximo posible, en un instante "n".
{\displaystyle \qquad r} es un número positivo que representa la relación o tasa combinada entre la reproducción y la mortandad.
Esta ecuación no lineal describe dos efectos:
- El crecimiento de tipo exponencial de la población (efecto más visible cuando la población es pequeña).
- La mortalidad adicional que aumenta a medida que crece la población, debido a la competencia de los individuos entre sí para asegurarse el alimento necesario. Esto se traduce matemáticamente por el término cuadrático con un signo negativo.

Este modelo asume que los recursos para la población son ilimitados y que no hay mortalidad debido a la competencia con otras especies.
Sin embargo, como modelo demográfico, la aplicación logística tiene el patológico problema de que para algunas condiciones iniciales y ciertos valores de parámetros conduce a tamaños de población negativos. Este problema no aparece en el modelo de Ricker Mayor, que también presenta una dinámica caótica.

## Historia
Fue el físico Robert May (Australia, 1936), pionero en la interdisciplina física-biología, quien estudió este modelo no lineal buscando una manera sencilla de explicar la dinámica poblacional. Su objetivo al crear este modelo era que en principio la población en un instante podía predecirse a partir de la población en un instante previo al multiplicarla por una constante, pero que además tuviese en cuenta el hecho de que a medida que la población crece y se acerca a un valor considerado máximo, el valor de la población resulta cada vez menos alejado del valor previo. Esto reflejaría, por ejemplo, que para valores de la población muy grandes faltarán alimentos y las enfermedades se propagarán con más facilidad.
El modelo describe en tiempos discretos la evolución de una población a partir del conocimiento de la misma en un instante inicial. La variable {\displaystyle x_{n}} es la fracción de individuos en un territorio (respecto de un nº máximo que puede ser sustentado) a un tiempo dado. O sea, que el valor "0" representa la ausencia de población y el valor "1" la existencia de tantos individuos como sea posible. El modelo describiría el valor futuro de la población a partir del conocimiento del valor presente. En principio se multiplica la fracción de la población presente por una constante. Pero además, para tener en cuenta el hecho de que al haber más población, la competencia entre los individuos aumenta y la población crece con más dificultad, multiplica a la fracción poblacional por la diferencia entre 1 y el valor poblacional actual.
Sin embargo pronto se dio cuenta de que el modelo presentaba una gran cantidad de soluciones según cual fuera el valor del parámetro que se utilizara, y que esas soluciones eran muy distintas entre sí. En efecto, en algunos casos la solución consistía en una compleja alternancia de valores que no convergían ni a valores estacionarios ni a soluciones periódicas.
El hecho de que la iteración del cálculo para distintos valores del parámetro r condujese a soluciones complejas, que parecían aleatorias en su comportamiento pese a tratarse de un modelo determinista muy sencillo causó gran impacto a nivel científico, y fue uno de los detonantes del estudio de lo que se llamaría teoría del caos.

## Comportamiento según distintos valores de "r"

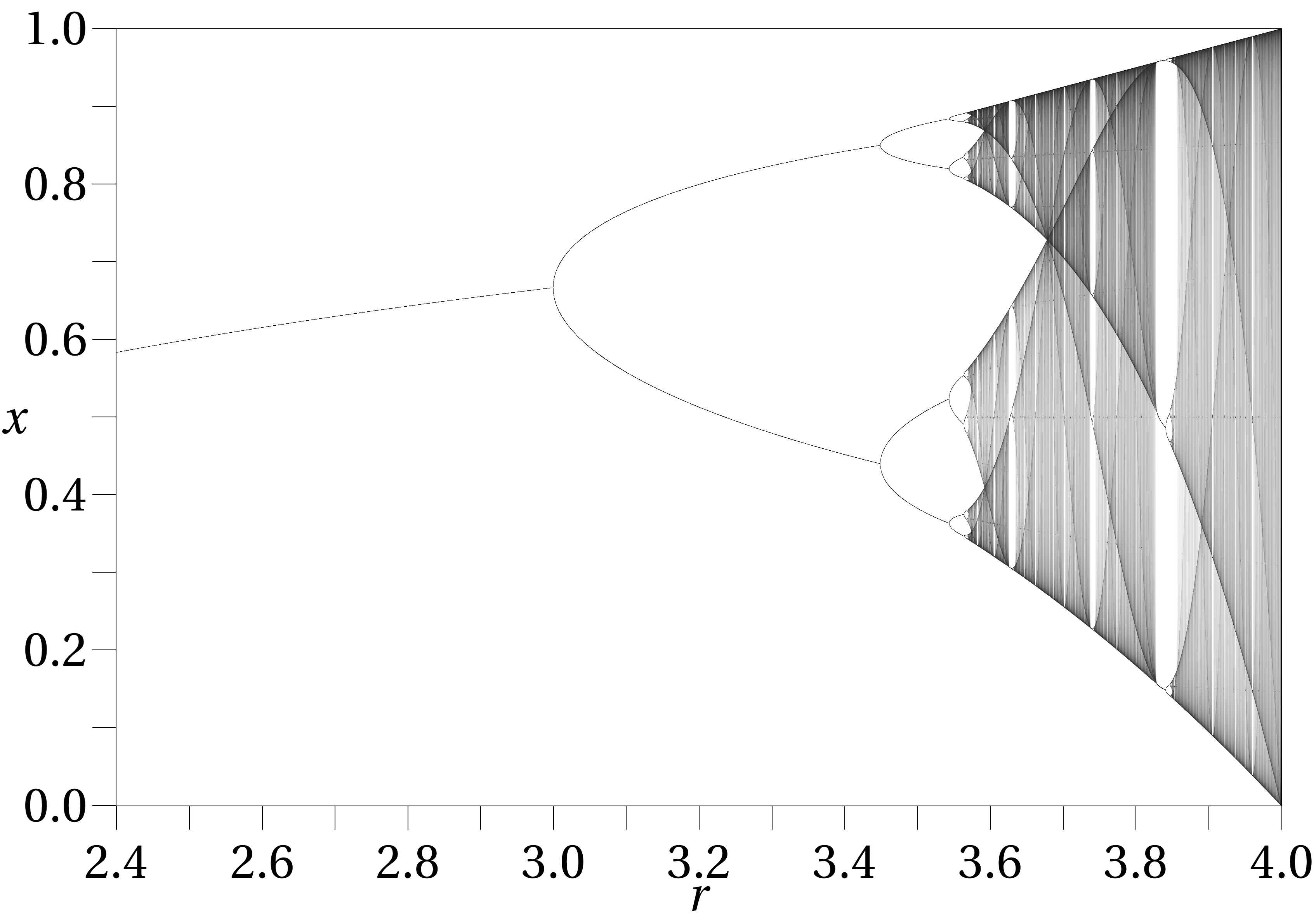
Diagrama de bifurcación para la aplicación logística, según distintos valores de "r"

Según el valor que se le adjudique a "r", se observarán los siguientes comportamientos:
- Si 0 < r <= 1 la población terminará desapareciendo independientemente del valor de la población inicial.
- Si 1 < r <= 2 la población rápidamente tenderá al valor: {\displaystyle {\frac {r-1}{r}}}, independientemente del valor de la población inicial.
- Si 2 < r <= 3 a la larga la población también se estabilizará en: {\displaystyle {\frac {r-1}{r}}} pero previamente fluctuará en el entorno de ese valor. La tasa de convergencia es lineal, excepto para r = 3, en que es muy lenta, menor que la lineal.
- Si 3 < r <= {\displaystyle 1+{\sqrt {6}}} (casi 3,45), la población oscila siempre entre 2 valores.
- Con r entre 3,45 y 3,54 (aproximadamente), la población tenderá a oscilaciones permanentes entre 4 valores.
- Si r es ligeramente mayor de 3,54, la población oscilará entre 8 valores (16, luego 32, etc.). La relación entre la longitud de los dos intervalos sucesivos de las bifurcaciones se aproxima a la constante de Feigenbaum δ = 4,669. Este comportamiento es un ejemplo de un período doble de bifurcación.
- Cerca de 3,57 es el inicio del caos, pero todavía hay ciertos rangos aislados de r que muestran un comportamiento no caótico, estas son a veces llamadas islas de estabilidad. Por ejemplo, a partir de {\displaystyle 1+{\sqrt {8}}} (aproximadamente 3,83) existe una serie de parámetros r que muestran oscilación entre tres valores, y para valores ligeramente más altos de r, muestran oscilación entre 6 valores, luego 12, etc.
- Además si r {\displaystyle >4}, los valores dejan el intervalo [0,1] y divergen para casi todos los valores iniciales.

El diagrama de bifurcación resume todo. El eje horizontal muestra los valores del parámetro r, y el eje vertical muestra el valor de x que tiende al infinito. Además, dicho diagrama es un fractal: si se hace un "zoom" en torno al valor mencionado de 3.828... y se centra en una de las tres ramas, la situación se asemeja a una versión limitada, algo distorsionada, de todo el diagrama. Lo mismo puede decirse de todos los demás puntos no caóticos.

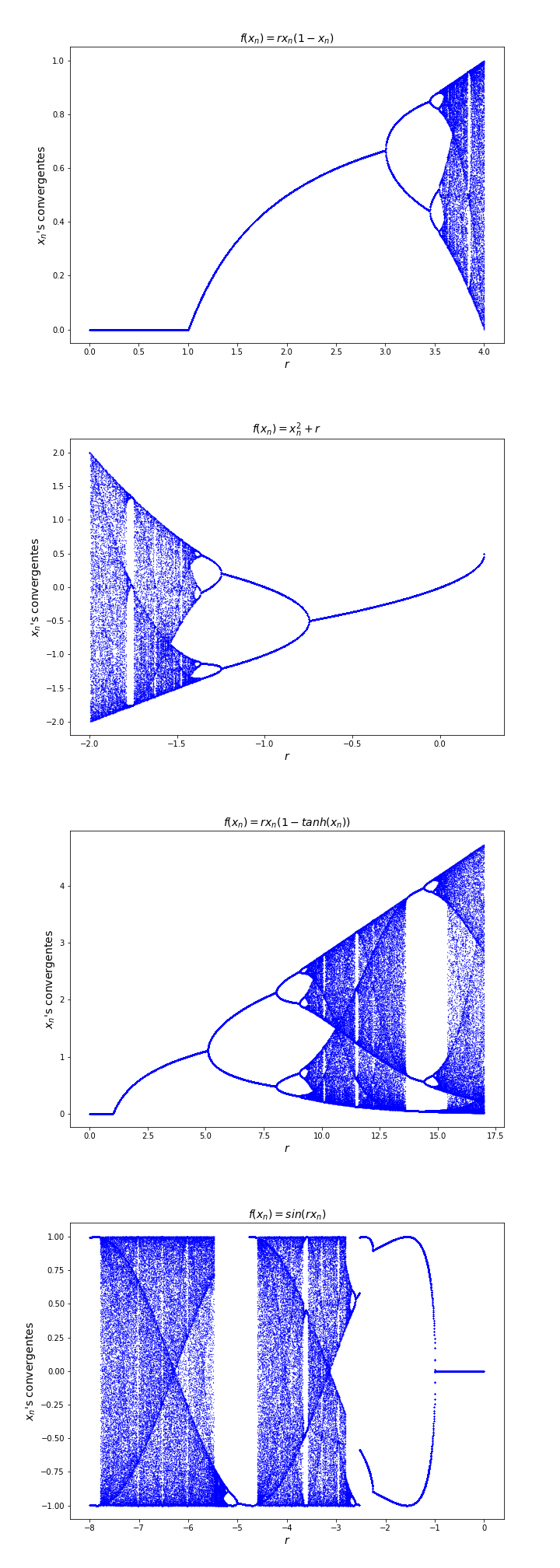
Diagramas de bifurcación de mapas que cumplen el criterio de Feigenbaum:. De arriba a abajo: Aplicación logística, Regla de iteración de Mandelbrot, Modelo de láser discreto y. Generados en Python con el código provisto en.

## Conceptos Relacionados

### Universalidad de Feigenbaum
En 1975 Feigenbaum demostró que todos los mapas de bifurcación unidimensionales observan las llamadas constantes de Feigenbaum {\displaystyle \delta =4.669201...},{\displaystyle \alpha =2.502907...}  para  toda relación {\displaystyle x_{n+1}=f(x_{n})} en donde {\displaystyle f(x)} sea una función con un máximo parabólico. Dichas constantes aparecen independientemente de la naturaleza de la función {\displaystyle f(x)} que se use para construir el mapa.
Este comportamiento es fácil de observar con el modelo simplificado para la descripción de la dinámica de un láser discreto {\displaystyle x\rightarrow Gx(1-\tanh(x))} (tercer gráfico, imagen de la derecha) donde {\displaystyle x} representa la amplitud del campo eléctrico y {\displaystyle G}  la ganancia del láser, que para el propósito de construir el mapa se emplea como parámetro de bifurcación.
El incremento gradual de {\displaystyle G} en el intervalo {\displaystyle [0,\infty )} genera un comportamiento que va de regular a caótico con un diagrama de bifurcación que es cualitativamente idéntico a aquel de la aplicación logística.